# 李惎
李惎（?—?），唐朝将领，陇右临洮人，李晟之子，李愿、李愬、李听之弟。
李惎官至右龙武大将军，他沉湎酒色，放纵奢侈，积累债务多达数千万。他的儿子向回鹘借贷一万余贯钱不偿还，被回鹘起诉上告，唐文宗大怒，贬李惎为定州司法参军。李惎官至右羽林軍將軍。